# Dedačov
Dedačov je obec na Slovensku v okrese Humenné v Prešovském kraji. V obci žije 156 obyvatel.

## Geografie

### Poloha
Obec leží v severovýchodní části východního Slovenska na svazích Nízkých Beskyd v údolí Dedačovského potoka, který je levostranným přítokem řeky Laborec. Území tvoří pahorkatina s mírně zvlněným reliéfem pokrytá třetihorním flyšem a čtvrtohorními svahovými hlínami. Nadmořská výška se pohybuje v rozmezí 200 až 381 m n. m., střed obce je ve výšce 222 m n. m. Lesní porost je tvořen bukovými a dubovými porosty.

### Využití půdy
Celková rozloha území obce je 5,7500 km², z toho v roce 2020 připadalo 23 % na zemědělskou půdu. Využití půdy (2020): 4 % orná půda, 18 % travnaté plochy a 69 % lesy. V roce 2023 připadalo 130,70 ha na zemědělskou půdu, z toho20,81 ha byla orná půda,4,72 ha zahrady a 105,17 ha byl travnatý porost. Lesy pokrývaly 393,97 ha území a na zastavěnou plochu připadalo 6,54 ha.

### Sousední obce
Obec sousedí:
|          | Koškovce | Jabloň    |
| Hankovce |          | Maškovce  |
|          | Ľubiša   | Veľopolie |

## Historie
První písemná zmínka o obci pochází z roku 1543, kde je uváděná jako Dedacsou. Pozdější názvy jsou např. Dedaczowcze z roku 1773, Dedačov z roku 1808, Dedačovce, Dzedačov z roku 1920 a od roku 1927 Dedačov; maďarsky Dedacsós nebo Dedafalva. Obec byla založena na zákupním právu a náležela panství Humenné. Na konci 17. století byli vlastníky Csákyové a od 19. století Andrássyové. Obec v druhé polovině 16. století byla neosídlená a k znovu osídlení došlo až začátkem 17. století. V roce 1610 byla obec daněna ze čtvrť porty. V roce 1720 měla 8 domácností, v roce 1787 žilo v 16 domech 141 obyvatel a v roce 1828 žilo 217 obyvatel v 29 domech.
Hlavní obživou bylo zemědělství, ovocnářství, povoznictví a uhlířství.

## Kostel
V obci je řeckokatolický filiální kostel zasvěcený narození Panny Marie (Chrám narodenia Presvätej Bohorodičky) postavený v roce 1800 v barokně-klasicistním slohu. Farnost Dedačov patří pod řeckokatolickou farnost v Humenné děkanát Humenné archeparchie prešovská.